# Vysílač Sitno
Vysílač Sitno (1 002 m n. m.) je rádiový a televizní vysílač na Slovensku. Nachází se na vrcholu Sitno v pohoří Štiavnické vrchy, nad obcí Ilija u Banské Štiavnici.

## Konstrukce
V 80. letech 20. století byl na Sitno postaven jeden z posledních velkých vysílačů. Nekotvený stožár má výšku kolem 70 m, ale původní (nižší) z roku 1987, byl určen pouze k distribuci TV signálu. Při rozmachu FM vysílání byl nastavený pro vysílání signálů FM rádií.
U vysílače se nachází provozní budova.

## Poloha
Poloha vysílače, vysoký vyzařovaný výkon i nadmořská výška způsobují daleký příjem signálu zejména jižním a jihozápadním směrem. Prioritní oblastí pokrytí je banskoštiavnicko, okolí Levic a Hont. Přesahy umožňují přijímat signál i na Pohroní, Horní Nitře, v Tekově, části Novohradu a Malohontu. Zachytitelný je i na území Maďarska.

## Vysílané stanice

### Televize
Ze Sitna jsou šířeny následující slovenské multiplexy:
|        | Multiplex    | Kanál | Kmitočet | Výkon (ERP) | Polarizace |
| ------ | ------------ | ----- | -------- | ----------- | ---------- |
| DVB-T  | 1. multiplex | 28    | 530 MHz  | 27 kW       | vertikální |
| DVB-T  | 2. multiplex | 45    | 666 MHz  | 50 kW       | vertikální |
| DVB-T  | 3. multiplex | 48    | 690 MHz  | 34,674 kW   | vertikální |
| DVB-T2 | 4. multiplex | 31    | 554 MHz  | 25 kW       | vertikální |

### Rozhlas
Přehled rozhlasových stanic vysílaných ze Sitna:
|    | Stanice         | Kmitočet  | Výkon (ERP) | Polarizace   |
| -- | --------------- | --------- | ----------- | ------------ |
| FM | Rádio Lumen     | 93,3 MHz  | 3 kW        | horizontální |
| FM | Rádio Slovensko | 99,0 MHz  | 20 kW       | horizontální |
| FM | Rádio Devín     | 102,6 MHz | 20 kW       | horizontální |
| FM | Rádio Vlna      | 105,1 MHz | 20 kW       | horizontální |